# Robert Howard (triplista)
Robert R. Howard (Brooklyn, 26 novembre 1975 – Little Rock, 14 agosto 2004) è stato un triplista statunitense.

## Biografia
Diplomatosi nel 1994 alla Shea High School di Pawtucket, nello Stato di Rhode Island, si era distinto nella squadra di atletica leggera dell'Università dell'Arkansas. Fu per 10 volte campione NCCA, conquistando titoli nel salto in lungo indoor e outdoor e nel salto triplo. Arrivò, fra l'altro terzo, ai campionati statunitensi (USA Outdoor Track and Field Championships) nel 1996 e nel 1997 e secondo nel 1998, primo nel 2000. Si classificò a due finali olimpiche ad Atlanta 96 e a Sydney 2000.
Fu 10º nel World Athletics Rankings mondiale del 1996 nella specialità del triplo. L'anno dopo si classificò al terzo posto del salto triplo alle Universiadi organizzate in Italia con la misura di 17,08 m.
Il 14 agosto 2004 l'atleta, due volte finalista olimpionico, a 28 anni si suicidò dopo aver ucciso la moglie, poco dopo la sua esclusione dalla squadra olimpica e dalla manifestazione di apertura delle Olimpiadi estive dal 13 agosto 2004 ad Atene.

## Palmarès
| Anno | Manifestazione  | Sede     | Evento       | Risultato      | Prestazione        | Note        |
| ---- | --------------- | -------- | ------------ | -------------- | ------------------ | ----------- |
| 1996 | Giochi olimpici | Atlanta  | Salto triplo | 8º             | 16,90 m            | [ 8 ]       |
| 1997 | Mondiali        | Atene    | Salto triplo | Qualificazioni | 16,63 m            |             |
| 1997 | Universiadi     | Catania  | Salto triplo | Bronzo         | 17,08 m (+0,5 m/s) | [ 8 ] [ 9 ] |
| 2000 | Giochi olimpici | Sydney   | Salto triplo | 7º             | 17,05 m (+0,5 m/s) |             |
| 2001 | Mondiali        | Edmonton | Salto triplo | Qualificazioni | 15,57 m            | [ 10 ]      |

## Altre competizioni internazionali
1996
- 7º all'Herculis ( Fontvieille), salto triplo - 16,18 m[11]

1997
- 7º ai Bislett Games ( Oslo), salto triplo - 16,82 m (+0,2 m/s)[9]
- Argento al Linz Zipfer-Gugl Grand Prix ( Linz), salto in lungo - 7,98 m (+0,3 m/s)[9]

1998
- Argento al Tyson Invitational ( Fayetteville), salto triplo - 17,11 m (+1,8 m/s)[9]

2000
- Oro al Golden Spike Ostrava ( Ostrava), salto in lungo - 7,78 m

2001
- 5º al Bauhaus-Galan ( Stoccolma), salto triplo - 16,24 m[12]

## Campionati nazionali
- 3 volte campione nazionale universitario del salto triplo (1996, 1997)
- 2 volte campione nazionale indoor universitario del salto triplo (1996, 1997)
- 2 volte campione nazionale universitario del salto in lungo (1997, 1998)
- 2 volte campione nazionale indoor universitario del salto in lungo (1997, 1998)
- 1 volta campione nazionale del salto triplo (2000)

1996
- Oro ai NCAA D1 Indoor Championships, salto triplo - 16,73 m
- Oro ai Campionati nazionali NCCA, salto triplo - 17,11 m (0,0 m/s)[9]
- 3º agli USA Outdoor Track and Field Championships, salto triplo - 17,19 m (+0,7 m/s)[9][13]

1997
- Oro ai NCAA D1 Indoor Championships, salto in lungo - 8,16 m
- Oro ai NCAA D1 Indoor Championships, salto triplo - 17,04 m
- Oro ai Campionati nazionali NCCA, salto in lungo - 8,21 m (+1,6 m/s)[9]
- Oro ai Campionati nazionali NCCA, salto triplo - 16,93 m (+1,0 m/s)[9]
- 8º agli USA Outdoor Track and Field Championships, salto in lungo - 7,93 m w[14]
- Bronzo agli USA Outdoor Track and Field Championships, salto triplo - 16,62 m[14]

1998
- Oro ai NCAA D1 Indoor Championships, salto triplo - 16,49 m
- Oro ai Campionati nazionali NCCA, salto in lungo - 8,37 m w
- Oro ai Campionati nazionali NCCA, salto triplo - 16,97 m (+0,6 m/s)[9]
- Argento agli USA Outdoor Track and Field Championships, salto triplo - 17,12 m[15]

2000
- 4º agli USA Outdoor Track and Field Championships, salto in lungo - 8,07 m (+0,9 m/s)[9][16]
- Oro agli USA Outdoor Track and Field Championships, salto triplo - 16,99 m (+0,5 m/s)[9][16]

2001
- 5º agli USA Outdoor Track and Field Championships, salto in lungo - 8,09 m w[17]
- Argento agli USA Outdoor Track and Field Championships, salto triplo - 16,94 m [17]

2002
- 6º agli USA Outdoor Track and Field Championships, salto triplo - 16,32 m[18]

2004
- 5º agli USA Outdoor Track and Field Championships, salto triplo - 16,94 m (+1,3 m/s)[9][19]